# Intermediair (gesteente)
| Indeling der stollingsgesteenten | Indeling der stollingsgesteenten | Indeling der stollingsgesteenten | Indeling der stollingsgesteenten | Indeling der stollingsgesteenten |
| -------------------------------- | -------------------------------- | -------------------------------- | -------------------------------- | -------------------------------- |
|                                  | % SiO2                           | uitvloeings- gesteente           | gang- gesteente                  | diepte- gesteente                |
| felsisch                         | >~70                             | ryoliet                          | granofier                        | graniet                          |
| felsisch                         | ~70-63                           | daciet                           | granodioriet                     | granodioriet                     |
| intermediair                     | 63-52                            | andesiet                         | dioriet                          | dioriet                          |
| mafisch                          | 52-45                            | basalt                           | doleriet                         | gabbro                           |
| ultramafisch                     | <45                              | komatiiet                        | peridotiet                       | peridotiet                       |

Intermediair wil in de geologie (met name petrologie) zeggen dat een gesteente of mineraal tussen de 52 en 63 normatieve massapercentage silica (SiO2) bevat. Het slaat op alle chemische samenstellingen die tussen felsisch en mafisch in zitten.
Voorbeelden van intermediaire stollingsgesteenten zijn andesiet (extrusief) en dioriet (diepte- of ganggesteente). Intermediair magma heeft al enige differentiatie ondergaan ten opzichte van primair magma uit de mantel. De gemiddelde chemische samenstelling van de continentale lithosfeer is intermediair.